# Chromalveolata
Chromalveolata – w niektórych nowoczesnych klasyfikacjach supergrupa eukariontów obejmująca m.in. żółto-brunatne glony, które powstały na drodze wtórnej endosymbiozy krasnorostów: bruzdnice, okrzemki, złotowiciowce, brunatnice oraz pierwotniaki, które utraciły zdolność fotosyntezy takie jak orzęski, apikompleksy i in.
Ich monofiletyzm był podawany w wątpliwość. Dlatego dwie prace z 2008 mają drzewa filogenetyczne, w których Chromalveolata są podzielone, co popierają również nowsze badania.
Dzielą się na cztery grupy: Stramenopiles, Haptophyta, Cryptophyta i Alveolata. Pierwsze trzy grupy bywały łączone w grupę Chromista.